# Matilde Díez
Matilde Díez (Madrid, 1818 – Madrid, 16 gennaio 1883) è stata un'attrice teatrale spagnola.

## Biografia

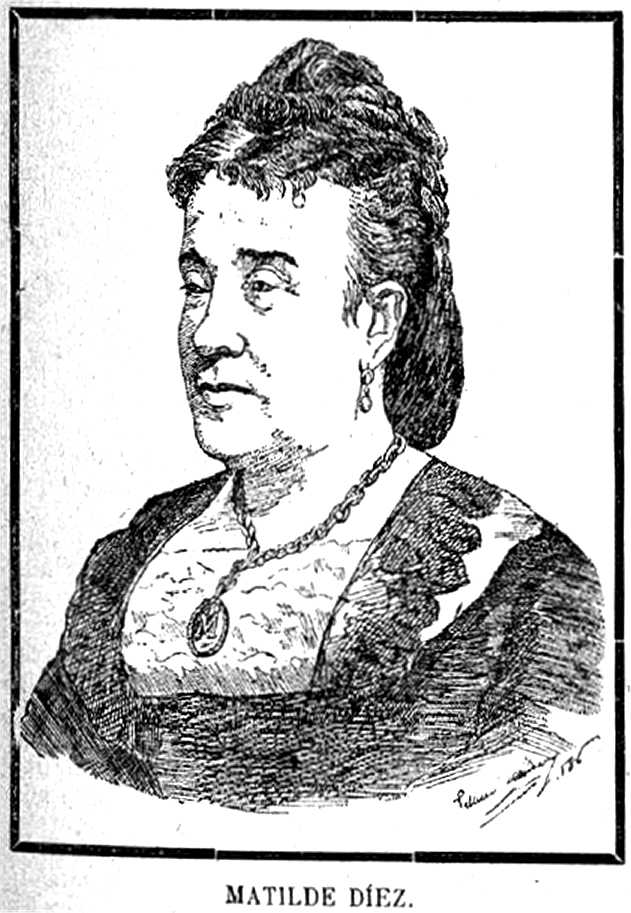
Ritratto di Matilde Díez nel 1886

Matilde Díez esordì giovanissima, all'età di nove anni, a Lisbona, dove suo padre, acceso  liberale, s'era rifugiato.
Poco dopo ebbe grande successo a Cadice, poi a Siviglia in Cristina o la reina de quince años, scritto appositamente per lei dallo scrittore J. N. Gallego.
Sposatasi diciottenne con il celebre attore Julián Romea, affinò ulteriormente le sue eccezionali qualità, divenendo la più acclamata attrice di Spagna.
Concluse la sua importante carriera nel 1875, dedicandosi all'insegnamento di declamazione al Conservatorio Reale di Madrid.
I critici teatrali contemporanei la definirono come la più importante attrice del suo tempo, notevole interprete sia delle opere classiche e sia delle opere romantiche.